# ONE Championship
ONE Championship, anteriormente conhecido como ONE Fighting Championship ou ONE FC, é uma organização de esportes de combate singapurense oficialmente iniciada em 14 de julho de 2011. A ONE promove eventos de artes marciais mistas (MMA), Muay Thai, Kickboxing e Submission Grappling. É muito conhecida por ser a atual melhor promoção de MMA na Ásia.

## Sobre

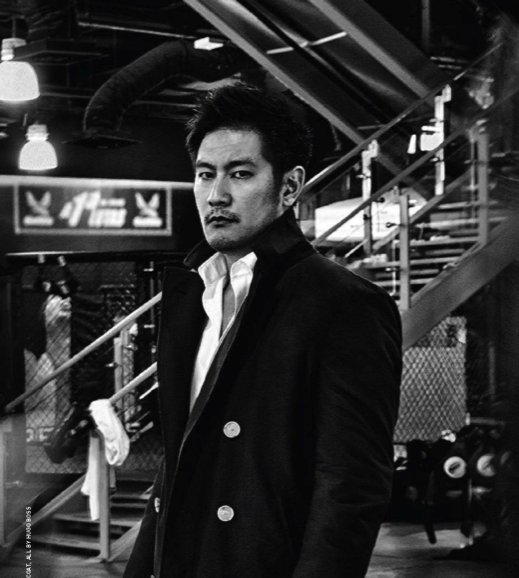
Chatri Sityodtong é um empresário e um artista marcial da Tailândia, mais conhecido como Fundador, Presidente e CEO do ONE Championship.

O ONE Championship é a maior organização de MMA na Ásia. O primeiro evento, ONE Fighting Championship: Champion vs. Champion, aconteceu com público de 12,000 no Singapore Indoor Stadium em 3 de Setembro de 2011 e contou com Phil Baroni, Yoshiyuki Yoshida, Gregor Gracie e Eduard Folayang.
A organização é baseada em Singapura e já esgotou ingressos em eventos em Kuala Lumpur, Jakarta, Manila e Singapura. A promoção também planeja sediar eventos por toda a Ásia e o comprador Victor Cui já listou Tokyo, Macau, Seoul e Shanghai como sedes para futuros eventos. ONE Fighting Championship realizará eventos pelas maiores cidades da Ásia também e um programa de TV de qualificação nacional. ONE Fighting Championship tem um vínculo de 10 anos no canal de TV ESPN Star Sports.
O dono e comprador Victor Cui é ex-promotor do Martial Combat, e a ESPN Star Sports comprou a promoção com 12 eventos em 2010. De acorde com Cui, o Martial Combat foi um "pequeno projeto teste-piloto" e o ONE Fighting Championship gastava quinze vezes mais em um evento do que o Martial Combat. O financiamento vem de um grupo de investidores estrangeiros.
No Brasil, os eventos são transmitidos ao vivo e com exclusividade pelo canais de TV por assinatura SporTV e Combate, pertencentes ao Grupo Globo.

## Regras
O ONE Fighting Championship institui as regras globais do MMA que combinam as regras do PRIDE com as regras da Comissão de Nevada; permitindo os tiros de metas e permitindo o uso de cotoveladas, pisões no corpo e pernas mas não na cabeça com o oponente no chão.
Originalmente o árbitro falaria 'agressão aberta' para que os lutadores pudessem usar as regras no estilo do PRIDE, mas após dois incidentes no ONE FC: Pride of a Nation, ONE FC abandonou a regra de agressão aberta e agora permite que os lutadores usassem isso em qualquer momento da luta. Um dos incidentes foi na luta entre Andrei Arlovski e Tim Sylvia. Arlovski abalou Sylvia e em seguida aplicou tiros de metas em sua cabeça, e quando todos achavam que o árbitro havia interrompido a luta, ele tinha pedido tempo porque ele não ativou o 'agressão aberta'. Quando foi decidido após os cinco minutos de descanso de Sylvia que ele não poderia continuar, a luta foi finalizada como Sem Resultado. O outro incidente foi na luta entre Shannon Wiratchai e Mitch Chilson, em que Wiratchai venceu, mas após uma revisão completa da luta dias após o evento, ONE FC oficialmente decidiu que Wiratchai lançou um chute ilegal em Chilson no segundo round e o árbitro Moritaka Oshiro incorretamente declarou o fim da luta determinando que nesse ponto Chilson não poderia mais se defender. A vitória de Wiratchai foi revertida e a luta também foi dada com Sem Resultado. One FC eliminou a restrição de 'agressão aberta' quatro dias após a luta de Arlovski e Sylvia.

## Transmissão de TV
O ONE Fighting Championship é transmitido na TV aberta na Ásia no MNC The Indonesian Channel na Indonésia, e MediaCorp Channel 5 em Singapura.
Em 30 de Janeiro de 2012 foi anunciado que o ONE Fighting Championship havia assinado um contrato para ser transmitido na ESPN Star Sports para os próximos 10 anos, o mais longo contrato na história do MMA asiático.
Estreou no PPV no ONE Fighting Championship: Rise of Kings no iN DEMAND, Avail-TVN, DirecTV e Dish.
No Brasil, foi exibido no canal Esporte Interativo, entre 2012 e 2017, no BandSports entre 2017 e 2018 e na RedeTV! entre 2021 e 2022, quando o Grupo Globo adquiriu os direitos de transmissão do evento, que será mostrado nos canais SporTV e Combate.